# 카츠벡긴꼬리쥐
카츠벡긴꼬리쥐(Sicista kazbegica)는 뛰는쥐과에 속하는 설치류의 일종이다. 조지아와 러시아의 토착종이다. 자연 서식지는 온대 숲이다.